# ブライアン・ドーバック
ブライアン・ドーバック (英: Brian Michael Daubach、1972年2月11日 - ) は、アメリカ合衆国・イリノイ州出身の元プロ野球選手 (MLB) 、マイナーリーグの監督である。現役時代 (MLB) は、ボストン・レッドソックスやニューヨーク・メッツ等で8年間プレイした。愛称は「ベルビル・バッシャー (Belleville Basher) 」。メディアによっては、ドウバックと表記される事もある。

## 経歴

### 選手としてのキャリア (1990年 - 2006年)
プロ入りまで - 1990年
ベルビル高校・ウェスト高校 (いずれもイリノイ州の高校) を経て、1990年6月4日にニューヨーク・メッツからドラフト17巡目で指名された。指名から11日後の6月15日に、メッツと契約を結んだ。プロ入り後は、マイナーリーグのGCL・メッツ (ガルフ・コーストリーグのルーキー級のチーム) に配属され早速、試合に出場した。この年は45試合に出場し、打率.270・1本塁打・19打点・2盗塁という成績を残した。守備面では、31試合でファーストの守備に就き、7失策・守備率.976という成績だった。
1991年
この年は、アパラチアンリーグ (アドバンスト・ルーキー級) のキングスポート・メッツでプレイした。最終的には65試合に出場して7本塁打・42打点を記録したが、打率は大きく低下 (.243) してしまった。三振も65試合で64三振を喫し、ミート力に課題を残した。走塁面では、前年に2盗塁を決めて盗塁死は1つだけだったが、この年は1盗塁・3盗塁死という成績であり、盗塁成功率は低下した。守備面では、65試合のファースト守備で9失策・守備率.986という成績を記録し、前年よりも向上した。
1992年
リーグのランクを1つ上げ、ニューヨーク・ペンリーグ (ショートシーズンのA級) のピッツフィールド・メッツに所属した。72試合の出場で打率.242・2本塁打・40打点という打撃成績に終わり、2年連続で.250未満の打率に終わったばかりでなく、ホームランも大きく減少した。しかし、プロ入り後自己ベストとなる15二塁打を放ち、三塁打 (2本) も合わせて計19本の長打を放った為、長打数は前年よりも増えた。走塁面では、1つも失敗せずに4盗塁を決め、成長の跡を示した。守備では引き続き一塁を守り、67試合で12失策・守備率.982と、ほぼ横這いの成績だった。
1993年
この年は、A級・サウス・アトランティックリーグのキャピタルシティ・ボンバーズでプレイし、プロ入り以来自己最多となる102試合に出場した。打率.280・7本塁打・72打点・6盗塁という成績を記録し、打率と打点で自己ベストの数字をマーク、また盗塁も自己最多だった。守備面では、ファーストで自己ベストの守備率.989 (46試合) を記録したほか、初めて外野守備にも就いた。
1994年
MLBでストライキがあった1994年、ドーバックは更にランクを1つ上げ (A+級) 、メジャーへの道のりを順調に進んでいた。この年はフロリダ・ステートリーグのセントルーシー・メッツでプレイし、前年を上回る129試合に出場した。打率.273・6本塁打・74打点という打撃成績を記録、1993年とほぼ同等の成績だったが、自己ワーストの120三振を喫した。走塁面では、マイナーリーグで自己最多且つ自身初の2ケタ盗塁となる14盗塁を記録したが、一方で盗塁死も9つに及んだ (盗塁成功率60.9％) 。守備では128試合でファーストの守備に就いたが、失策を12個に留め、守備率.991をマークした。
1995年
この年は、AA級・イースタンリーグのビンガムトン・メッツに所属した。135試合に出場し、初の2ケタ本塁打となる10本塁打を放ったが、打率は.250未満に逆戻りし、2年連続で100三振以上を喫するなど、やや不振だった。守備面では、前年比+3試合となる131試合で一塁を守り、前年以下の10失策にまとめた (守備率.992) 。また、1試合でサードの守備にも就いた。
同年はAAA級・インターナショナルリーグのノーフォーク・タイズへの昇格も経験し、2試合に出場した。
1996年
前年に引き続き、AA級・ビンガムトンとAAA級・ノーフォークでプレイした。まず、ビンガムトンでは122試合に出場し、打率.296・22本塁打 (チーム最多) ・76打点・OPS0.910という好成績をマークし、打棒を爆発させた。守備では121試合のファースト守備で、11失策・守備率.991にまとめ上げ、まずまずの安定感だった。また、2年連続で三塁守備に就く機会があった。ノーフォークでは17試合に出場して6打点をあげたが、打率.204・14三振と結果を残せなかった。一塁の守備は、9試合で無失策だった。
シーズンオフの10月15日、メッツからFAとなり、11月7日にフロリダ・マーリンズと契約を結んだ。結局、プロ入りからメッツでメジャーデビューする事は出来なかった。
1997年
マーリンズ加入1年目となる1997年は、インターナショナルリーグ (AAA級) のシャーロット・ナイツに所属した。136試合に出場して打率.278・21本塁打・93打点・1盗塁という成績をマークし、2年連続で20本塁打・80打点のラインをクリア、前年の好成績がまぐれでない事を証明した。守備面では、101試合の一塁守備で失策を8つに留め、100試合以上ファーストを守ったシーズンとしては、自身初の失策1ケタ台だった。攻守両面で安定した成績を残したが、10月17日にマーリンズからFAとなり、所属先が決まらないまま越年する事になった。
1998年
FA状態で新年を迎えたドーバックだったが、年明け早々の1月6日、マーリンズと再契約を結んだ。この年もシャーロットでプレイしたが、これまでとは打って変わって外野 (主にライト) のレギュラーで起用された。マイナーリーグ自己最多の140試合に出場し、打力が開花した過去2年と比べてもハイレベルな成績を記録した。打率.316・35本塁打 (マイナー通算100本塁打を達成) ・124打点・9盗塁・OPS1.055という内容であり、本塁打はマイナーリーグ全体で6位タイ、打点は同4位だった。守備面では、前述したようにライトを守った試合数 (97試合) が最多で、次いでファースト25試合、レフト8試合だった。
マイナーで好成績を残したドーバックは、9月10日の対コロラド・ロッキーズ戦で、実にプロ入り9年目で初めてメジャーの舞台に上がった。同試合では「5番・ファースト」でスタメン起用されたが、記念すべきプロ初安打を放つ事は出来なかった。この年は最終的に10試合に出場し、打率.200・3打点という打撃成績を残した。守備は、メジャー昇格後はファーストに戻った。
メジャーデビューや、マイナーでの大活躍等があったドーバックだったが、同年オフの11月19日にマーリンズから解雇された。しかし、すぐさま移籍先を見つけ、約1ヵ月後の12月18日にボストン・レッドソックスと契約を結んだ。
1999年
メジャー2年目となる1999年、ほぼ1年通じてメジャーに定着し、ファースト・DHを中心に110試合に出場した。8月15日にはプレイヤー・オブ・ザ・ウィーク (週間MVP) を受賞し、最終的には打率.294・21本塁打・73打点・OPS0.921という好成績をマーク。シーズン終了後のルーキー・オブ・ザ・イヤーの投票で4位にランクインした (同年の受賞者はカルロス・ベルトラン) 。この年、マイナーではポータケット・レッドソックス (AAA級) で9試合に出場しただけだった。
2000年
レッドソックスに移ってきて2年目のシーズン、ファーストのレギュラーに完全に定着し、チーム内では最多の142試合に出場した (DHとしても41試合に出場) 。打撃面では、初めて規定打席に到達し、2年連続で21本塁打を放ったが、打率.248に終わり、ア・リーグワースト8位の130三振を喫するなど、マイナー時代からの課題であるミート力の低さが露呈してしまった。一方、守備面では83試合でファーストを守り、3失策・守備率.996と堅実だった。
2001年
引き続き、レッドソックスでファーストのレギュラーを務めた。122試合に出場して、打率.263・22本塁打 (自己ベスト) ・71打点・1盗塁という成績を残した。打率は前年から上昇し、三振も108個まで減らした。守備では、106試合でファーストを守った (11失策・守備率.988) ほか、外野守備 (ライト・レフト) に就く機会もあった。なお、DHとして試合に出場する機会はなかった。この年は2年ぶりにマイナーでプレイする機会もあり、ポータケットとローウェル・スピナーズ (A-級) で各1試合ずつ出場した。
2002年
2002年はポジションが固定されず、ユーティリティ・プレイヤーとして起用されたが、計137試合に出場して2年ぶりに規定打席に到達。打率.266・20本塁打・78打点・2盗塁という成績を残し、4年連続で20本塁打以上を放ったほか、打点で自己ベストの数字を叩き出した。マニー・ラミレス (33本) 、ノマー・ガルシアパーラ、トロット・ニクソン (以上24本) の3選手と共に20本塁打カルテットを構成した。守備面では、ファーストで60試合 (守備率.990) 、レフトで35試合、ライトで13試合 (以上守備率1.000) の守りに就き、指名打者としても28試合で起用された。シーズンオフの12月21日にFAとなった。同年オフにはNPBの横浜ベイスターズが新外国人候補としてドーバックをスティーブ・コックスやタイロン・ウッズらとともにリストアップしていたが、最終的にドーバックは横浜への入団を拒否し、コックスとウッズが入団した。
2003年
1月27日にシカゴ・ホワイトソックスと契約を結んだ。ホワイトソックスでは定位置を掴む事が出来ず、ユーティリティとして95試合に出場したが、いずれもメジャーデビュー年 (1998年) 以来となる、自己ワースト2位の打率.230・6本塁打・21打点という成績に終わった。守備では前年と同様、ファースト・ライト・レフトとDHで起用された。12月10日、ホワイトソックスを解雇された。
2004年
年が明けて1月14日、レッドソックスと契約を結び、2年ぶりに古巣に復帰した。だが、以前のような打棒を発揮する事は出来ず、僅かに30試合の出場で打率.227・2本塁打・8打点という打撃成績に終わった。この年から、再びマイナーで過ごす期間が長くなり、ポータケットで93試合に出場した。マイナーでは格の違いを見せつけており、打率.271・21本塁打・81打点・OPS0.927という好成績をマークした。守備面では、78試合で一塁守備に就き、5失策・守備率.992という内容だった。シーズンオフの10月4日、FAとなる。
2005年
2005年はなかなか所属先が決まらず、3月8日になってようやくメッツと契約を結び、9年ぶりにプロ野球選手としてのキャリアをスタートさせた古巣に復帰となった。メジャーでは15試合に出場したが、打率.120・1本塁打・3打点という内容に終わり、結果を残せなかった。一方マイナーでは、ノーフォークで99試合に出場し、打率.325・16本塁打・62打点・1盗塁・OPS0.979という好成績を残した。守備は、71試合でファーストの守備に就き、2失策・守備率.997と堅実な成績を記録。9試合でレフトの守りにも就いた。10月3日にメッツからFAとなるが、12月20日にセントルイス・カージナルスと契約を結び、年内に所属先を見つけ出した。
2006年
カージナルスでは、パシフィックコーストリーグ (AAA級) のメンフィス・レッドバーズで67試合に出場したが、8月8日に解雇されると以後、契約を結んでくれる球団は表れず、同年限りで引退した。メジャーで試合に出場したのは、2005年のメッツ所属時が最後となった。

### 監督としてのキャリア (2009年 - )
2009年
2009年、独立リーグのカナディアン・アメリカンアソシエーションのアメリカン・ディフェンダーズ・オブ・ニューハンプシャー (2010年以降、ピッツフィールド・コロニアルズへと改名) の監督に就任した。監督就任1年目のシーズンは、36勝58敗 (勝率.383) に終わった。
2010年
この年から、チーム名がピッツフィールド・コロニアルズに改名された。同年のチーム成績は、48勝45敗 (勝率.516) だった。
2011年
この年から、ワシントン・ナショナルズ傘下のチームの監督を務める。2011年は、サウス・アトランティックリーグ所属のヘイガーズタウン・サンズ (A級) の指揮を執り、75勝64敗 (勝率.540) という成績を記録した。この時、ヘイガーズタウンにはブライス・ハーパーが所属していた。
2012年
2011年に続き、ヘイガーズタウンの監督を務めた。チームは前期で42勝27敗 (リーグ2位) 、後期で40勝28敗 (同1位) という成績を記録した。1年間の通算成績は82勝55敗 (勝率.599) であり、ドーバックが指揮を執ったチームの勝率は4年連続で上昇、監督としての腕が上がっている事を証明した。
2013年
2013年は、ナショナルズ傘下のポトマック・ナショナルズ (カロライナリーグ、A+級) の監督に就任。この年、ポトマックは前期・後期共に1位となり、チームの勝率は.600を超えた (.604) 。
2014年
この年から、イースタンリーグ (AA級) の傘下球団であるハリスバーグ・セネターズの監督となった。2009年から2013年まで、ドーバックが指揮を執ったチームの勝率は毎年上昇していたが、2014年のハリスバーグは53勝89敗 (勝率.373) に終わり、監督としては初めて壁に突き当たった格好となった。

## 選手としての特徴
打撃
マイナーでは、.300を超える打率を2度マークしているが、基本的にミート力は高くない。メジャー及びマイナー共に、打率.250未満に終わったシーズンも多く、1シーズンで100以上の三振を喫したシーズンも多い。長打力はあり、20本塁打以上を放ったシーズンが、メジャー・マイナー共に各4度ある。
守備
ファーストとしての守備力は、メジャーとマイナーの両方で通算守備率.990を記録している事からも分かるように堅実。通算のDRS (メジャー) も+4であり、ドーバックの一塁守備は、平均よりやや上である事を示している。外野手としては、メジャーとマイナーで通算200試合以上守備に就いているが、失策は計3つしかない。しかし、外野手としての通算DRSは-3と、外野守備は平均以下。ちなみに、センターを守った事はない。
走塁
マイナーでは、1シーズンで14盗塁を決めた事もあるが、メジャー通算5盗塁であり、足は速くない。

## 詳細情報

### 背番号
- フロリダ・マーリンズ

39 (1998年)
- ボストン・レッドソックス

23 (1999年 - 2002年、2004年)
- シカゴ・ホワイトソックス

23 (2003年)
- ニューヨーク・メッツ
- 13 (2005年)

### 年度別打撃成績 (メジャー)
| 年 度     | 球 団     | 試 合 | 打 席 | 打 数 | 得 点 | 安 打 | 二 塁 打 | 三 塁 打 | 本 塁 打 | 塁 打 | 打 点 | 盗 塁 | 盗 塁 死 | 犠 打 | 犠 飛 | 四 球 | 敬 遠 | 死 球 | 三 振 | 併 殺 打 | 打 率 | 出 塁 率 | 長 打 率 | O P S |
| --------- | --------- | ----- | ----- | ----- | ----- | ----- | -------- | -------- | -------- | ----- | ----- | ----- | -------- | ----- | ----- | ----- | ----- | ----- | ----- | -------- | ----- | -------- | -------- | ----- |
| 1998      | FLA       | 10    | 17    | 15    | 0     | 3     | 1        | 0        | 0        | 4     | 3     | 0     | 0        | 0     | 0     | 1     | 0     | 1     | 5     | 0        | .200  | .294     | .267     | .561  |
| 1999      | BOS       | 110   | 420   | 381   | 61    | 112   | 33       | 3        | 21       | 214   | 73    | 0     | 1        | 0     | 0     | 36    | 0     | 3     | 92    | 5        | .294  | .360     | .562     | .921  |
| 2000      | BOS       | 142   | 549   | 495   | 55    | 123   | 32       | 2        | 21       | 222   | 76    | 1     | 1        | 0     | 4     | 44    | 2     | 6     | 130   | 6        | .248  | .315     | .448     | .764  |
| 2001      | BOS       | 122   | 472   | 407   | 54    | 107   | 28       | 3        | 22       | 207   | 71    | 1     | 0        | 1     | 6     | 53    | 7     | 5     | 108   | 10       | .263  | .350     | .509     | .859  |
| 2002      | BOS       | 137   | 506   | 444   | 62    | 118   | 24       | 2        | 20       | 206   | 78    | 2     | 1        | 0     | 4     | 51    | 4     | 7     | 126   | 10       | .266  | .348     | .464     | .812  |
| 2003      | CHW       | 95    | 219   | 183   | 26    | 42    | 11       | 0        | 6        | 71    | 21    | 1     | 0        | 0     | 1     | 34    | 1     | 1     | 54    | 3        | .230  | .352     | .388     | .740  |
| 2004      | BOS       | 30    | 86    | 75    | 9     | 17    | 8        | 0        | 2        | 31    | 8     | 0     | 0        | 0     | 0     | 10    | 0     | 1     | 21    | 1        | .227  | .326     | .413     | .739  |
| 2005      | NYM       | 15    | 34    | 25    | 4     | 3     | 2        | 0        | 1        | 8     | 3     | 0     | 0        | 0     | 1     | 7     | 1     | 1     | 5     | 2        | .120  | .324     | .320     | .644  |
| 通算：8年 | 通算：8年 | 661   | 2303  | 2025  | 271   | 525   | 139      | 10       | 93       | 963   | 333   | 5     | 3        | 1     | 16    | 236   | 15    | 25    | 541   | 37       | .259  | .341     | .476     | .817  |

### 年度別打撃成績 (マイナー)
| 年 度      | 球 団        | 試 合 | 打 席 | 打 数 | 得 点 | 安 打 | 二 塁 打 | 三 塁 打 | 本 塁 打 | 塁 打 | 打 点 | 盗 塁 | 盗 塁 死 | 犠 打 | 犠 飛 | 四 球 | 敬 遠 | 死 球 | 三 振 | 併 殺 打 | 打 率 | 出 塁 率 | 長 打 率 | O P S |
| ---------- | ------------ | ----- | ----- | ----- | ----- | ----- | -------- | -------- | -------- | ----- | ----- | ----- | -------- | ----- | ----- | ----- | ----- | ----- | ----- | -------- | ----- | -------- | -------- | ----- |
| 1990       | Mets         | 45    | 179   | 152   | 26    | 41    | 8        | 4        | 1        | 60    | 19    | 2     | 1        | 0     | 3     | 22    | 0     | 2     | 41    | -        | .270  | .363     | .395     | .758  |
| 1991       | Kingsport    | 65    | 260   | 218   | 30    | 53    | 9        | 1        | 7        | 85    | 42    | 1     | 3        | 1     | 2     | 33    | 5     | 6     | 64    | 1        | .243  | .355     | .390     | .745  |
| 1992       | Pittsfield   | 72    | 298   | 260   | 26    | 63    | 15       | 2        | 2        | 88    | 40    | 4     | 0        | 1     | 4     | 30    | 2     | 3     | 61    | 5        | .242  | .323     | .338     | .662  |
| 1993       | Capital City | 102   | 444   | 379   | 50    | 106   | 19       | 3        | 7        | 152   | 72    | 6     | 1        | 1     | 7     | 52    | 5     | 5     | 84    | 14       | .280  | .368     | .401     | .769  |
| 1994       | St. Lucie    | 129   | 520   | 450   | 52    | 123   | 30       | 2        | 6        | 175   | 74    | 14    | 9        | 3     | 4     | 58    | 5     | 5     | 120   | 3        | .273  | .360     | .389     | .749  |
| 1995       | Binghamton   | 135   | 535   | 469   | 61    | 115   | 25       | 2        | 10       | 174   | 72    | 6     | 2        | 1     | 7     | 51    | 5     | 7     | 104   | 5        | .245  | .324     | .371     | .695  |
| 1995       | Norfolk      | 2     | 9     | 7     | 0     | 0     | 0        | 0        | 0        | 0     | 0     | 0     | 0        | 0     | 0     | 2     | 1     | 0     | 0     | 0        | .000  | .222     | .000     | .222  |
| '95計      | Norfolk      | 137   | 544   | 476   | 61    | 115   | 25       | 2        | 10       | 174   | 72    | 6     | 2        | 1     | 7     | 53    | 6     | 7     | 104   | 5        | .242  | .322     | .366     | .688  |
| 1996       | Binghamton   | 122   | 521   | 436   | 80    | 129   | 24       | 1        | 22       | 221   | 76    | 7     | 9        | 0     | 4     | 74    | 9     | 7     | 103   | 8        | .296  | .403     | .507     | .910  |
| 1996       | Norfolk      | 17    | 61    | 54    | 7     | 11    | 2        | 0        | 0        | 13    | 6     | 1     | 1        | 0     | 1     | 6     | 0     | 0     | 14    | 1        | .204  | .279     | .241     | .519  |
| '96計      | Norfolk      | 139   | 582   | 490   | 87    | 140   | 26       | 1        | 22       | 234   | 82    | 8     | 10       | 0     | 5     | 80    | 9     | 7     | 117   | 9        | .286  | .390     | .478     | .868  |
| 1997       | Charlotte    | 136   | 543   | 461   | 66    | 128   | 40       | 2        | 21       | 235   | 93    | 1     | 8        | 1     | 10    | 65    | 4     | 6     | 126   | 7        | .278  | .367     | .510     | .877  |
| 1998       | Charlotte    | 140   | 599   | 497   | 102   | 157   | 45       | 4        | 35       | 315   | 124   | 9     | 3        | 0     | 7     | 80    | 9     | 15    | 114   | 15       | .316  | .421     | .634     | 1.055 |
| 1999       | Pawtucket    | 9     | 39    | 31    | 4     | 9     | 2        | 0        | 1        | 14    | 6     | 0     | 0        | 0     | 0     | 6     | 0     | 2     | 8     | 0        | .290  | .436     | .452     | .888  |
| 2001       | Lowell       | 1     | 3     | 2     | 0     | 0     | 0        | 0        | 0        | 0     | 0     | 0     | 0        | 0     | 0     | 1     | 0     | 0     | 1     | 0        | .000  | .333     | .000     | .333  |
| 2001       | Pawtucket    | 1     | 4     | 4     | 0     | 1     | 0        | 0        | 0        | 1     | 0     | 0     | 0        | 0     | 0     | 0     | 0     | 0     | 2     | 0        | .250  | .250     | .250     | .500  |
| '01計      | Pawtucket    | 2     | 7     | 6     | 0     | 1     | 0        | 0        | 0        | 1     | 0     | 0     | 0        | 0     | 0     | 1     | 0     | 0     | 3     | 0        | .167  | .286     | .167     | .452  |
| 2004       | Pawtucket    | 93    | 412   | 336   | 63    | 91    | 23       | 0        | 21       | 177   | 81    | 0     | 1        | 0     | 2     | 71    | 7     | 3     | 93    | 1        | .271  | .400     | .527     | .927  |
| 2005       | Norfolk      | 99    | 412   | 345   | 63    | 112   | 29       | 1        | 16       | 191   | 62    | 1     | 2        | 1     | 3     | 62    | 8     | 1     | 68    | 6        | .325  | .426     | .554     | .979  |
| 2006       | Memphis      | 67    | 272   | 226   | 29    | 63    | 12       | 0        | 11       | 108   | 38    | 0     | 1        | 1     | 3     | 36    | 1     | 6     | 48    | 7        | .279  | .387     | .478     | .865  |
| 通算：14年 | 通算：14年   | 1235  | 5111  | 4327  | 659   | 1202  | 283      | 22       | 160      | 2009  | 805   | 52    | 41       | 10    | 57    | 649   | 61    | 68    | 1051  | *73      | .278  | .376     | .464     | .840  |

- 「-」は公式記録なし。
- 通算成績の「*数字」は、不明年度がある事を示す。
- 2000年、2002 - 2003年は試合出場なし。

### 通算打撃成績
メジャーリーグとマイナーリーグの通算打撃成績
| 年 度      | 球 団      | 試 合 | 打 席 | 打 数 | 得 点 | 安 打 | 二 塁 打 | 三 塁 打 | 本 塁 打 | 塁 打 | 打 点 | 盗 塁 | 盗 塁 死 | 犠 打 | 犠 飛 | 四 球 | 敬 遠 | 死 球 | 三 振 | 併 殺 打 | 打 率 | 出 塁 率 | 長 打 率 | O P S |
| ---------- | ---------- | ----- | ----- | ----- | ----- | ----- | -------- | -------- | -------- | ----- | ----- | ----- | -------- | ----- | ----- | ----- | ----- | ----- | ----- | -------- | ----- | -------- | -------- | ----- |
| 通算：17年 | 通算：17年 | 1896  | 7414  | 6352  | 930   | 1727  | 422      | 32       | 253      | 2972  | 1138  | 57    | 44       | 11    | 73    | 885   | 76    | 93    | 1592  | *110     | .272  | .365     | .468     | .833  |

- 「*数字」は、不明年度がある事を示す。

### 年度別監督成績
マイナーリーグ・独立リーグ
| 年度      | 球団                                                   | 所属リーグ   | MLBチーム (マイナーの場合) | 試合 | 勝利 | 敗戦 | 勝率 |
| --------- | ------------------------------------------------------ | ------------ | -------------------------- | ---- | ---- | ---- | ---- |
| 2009      | アメリカン・ディフェンダーズ・オブ・ニューハンプシャー | Can-Amリーグ | -                          | 94   | 36   | 58   | .383 |
| 2010      | ピッツフィールド・コロニアルズ                         | Can-Amリーグ | -                          | 93   | 48   | 45   | .516 |
| 2011      | ヘイガーズタウン・サンズ                               | SALL・A級    | ワシントン・ナショナルズ   | 139  | 75   | 64   | .540 |
| 2012      | ヘイガーズタウン・サンズ                               | SALL・A級    | ワシントン・ナショナルズ   | 137  | 82   | 55   | .599 |
| 2013      | ポトマック・ナショナルズ                               | CARL・A+級   | ワシントン・ナショナルズ   | 140  | 84   | 55   | .604 |
| 2014      | ハリスバーグ・セネターズ                               | EL・AA級     | ワシントン・ナショナルズ   | 142  | 53   | 89   | .373 |
| 通算：6年 | 通算：6年                                              | 通算：6年    | 通算：6年                  | 745  | 378  | 366  | .508 |

- アメリカン・ディフェンダーズ・オブ・ニューハンプシャー=ピッツフィールド・コロニアルズ (2010年に球団名を改名)